# Hültl Hümér
Hültl Hümér (Felsőbánya, 1868. július 14. – Budapest, 1940. január 18.) sebészorvos, egyetemi tanár, a gyomor-bélvarrógép feltalálója, a modern sebészet számos eszközének, módszerének hazai bevezetője, akit virtuóz műtétei miatt orvosi körökben a „szike Paganinijé”-nek neveztek. Hültl Dezső építész, műegyetemi tanár bátyja.

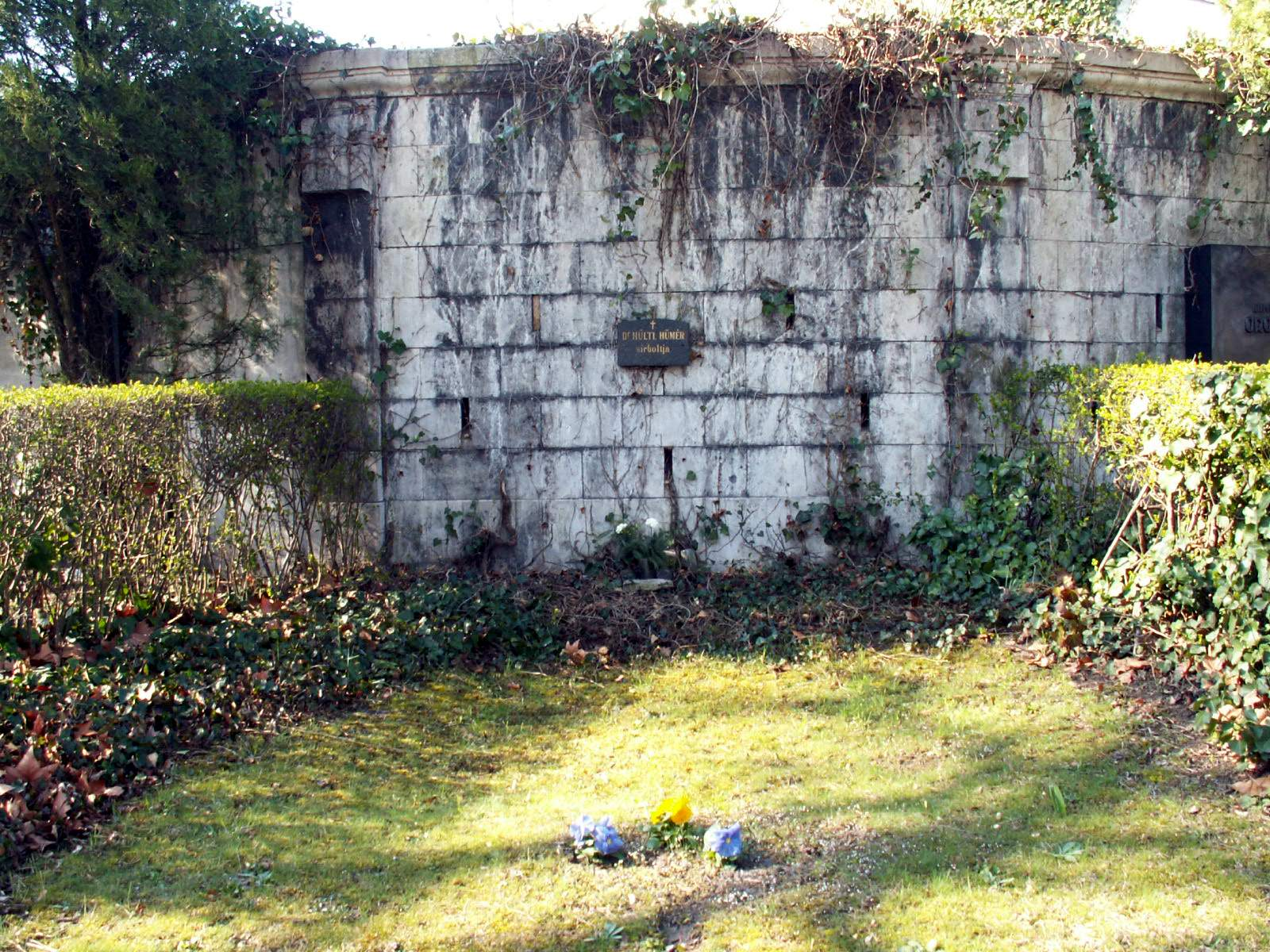
Sírja a Fiumei úti sírkertben

## Élete
A budapesti piarista gimnázium elvégzése után a Pesti Tudományegyetemen folytatta orvosi tanulmányait. 1891-ben avatták orvosdoktorrá. 1893-tól a Stefánia Gyermekkórházban segédorvos, 1895-től – műtőorvosi képesítésének megszerzése után – a Szent Rókus Kórházban alorvos. 1898-tól a Szent László kórház sebészorvosa, 1900-tól a Poliklinikai Egyesület kórházának főorvosa. 1905-ben a Szent István Kórház I. sz. sebészeti osztályának főorvosává nevezték ki, 1919 januárjától a Szent Rókus Kórház I. sz. sebészeti osztályának főorvosa is.
A budapesti egyetemen 1902-ben magántanár a sebgyógyítás tanából, 1915-től a gyakorlati sebészet rendkívüli tanára. 
Hazánkban ő vezette be, majd később kötelezővé is tette a sebészek számára a maszkban és gumikesztyűben való operálást. Fertőtlenítés céljából elsőként alkalmazta a bőr felszínének jódtinktúrás ecsetelését, lemosását. Nevéhez fűződik a műtéti beavatkozás előtt a metszés irányának kirajzolása a bőr műtéti felületén.
1907-ben feltalálta és Fischer Győző szerszámkészítővel, a Fischer Péter és társa cég társtulajdonosával közösen 1908-ban szabadalmaztatta sebészeti varrógépét. Ezzel a géppel a resecált gyomrot úgy tudták összekapcsolni a bélcsatornával, hogy a gyomor- vagy a bélnedvekből a legcsekélyebb mennyiség sem kerülhetett a hasüregbe. Ezzel jelentősen csökkent a műtétek kockázata. A gép egyszerre négy sorban, gyors egymásutánban nyomta be az U alakú drótkapcsokat az egymásba illesztett rétegekbe. Az így összevarrt felületek ezt követően gyorsan gyógyultak. A sikeres konstrukciónak azonban több hátránya is volt: súlya miatt nehezen lehetett kezelni, a kapcsokat kizárólag a gyártó tudta belehelyezni, és nagyon sokba került. A készülékből az egész világon mindössze 50 darabot használtak.
Ezt a sebészeti varrógépet fejlesztette tovább Petz Aladár (1888–1956), a budapesti I. sz. Sebészeti Klinika tanársegédje. Az általa készített új gyomor-bélvarrógépet 1920-ban sikerrel próbálták ki a klinikán. Petz a Sebészeti Társaság 1921. évi nagygyűlésén mutatta be találmányát, a Hültl-féle gyomor-bélvarró gép továbbfejlesztésével kialakított eszközt. Hültl professzor – miután meggyőződött az új gép tökéletes működéséről – gratulált a feltalálónak, és intézkedett saját gépe további gyártásának beszüntetéséről. Az új műszer a műtétek kivitelét gyorsabbá, biztonságosabbá tette. A találmány az egész világon elterjedt, technikáját az összes műtéttani szakkönyv ismerteti.
Hültl professzor 1934-ben nyugalomba vonult. 1935-től a felsőház tagja. Mint a Magyar Országos Orvosszövetség elnöke, elsőként megszervezte a keresetképtelen orvosok, az orvosok özvegyeinek és árváinak rendszeres segélyezését.

## Főbb művei
- A gastro-enterostomia műtét technikájáról. Bp., 1897
- A homokóra-gyomor kór- és gyógytanának jelen állása. Bp., 1900
- A Mechel-féle diverticulumról. Bp., 1900
- A sebgyógyítás irányelveinek fejlődéséről. Bp., 1903
- A műtéti betegekkel való velebánás. Bp., 1907
- Sebészeti varróműszer gyomor- és bélvarrásra. Bp., 1911 (angol, francia és német nyelven is)

## Külső hivatkozások
- Magyar Országgyűlési Almanach az 1935-1940. évi országgyűlésről
- Hültl Hümér a Magyar életrajzi lexikonban